# Porte-de-Seine
Porte-de-Seine es una comuna francesa situada en el departamento de Eure, en la región de Normandía.

## Historia
Fue creada el 1 de enero de 2018, en aplicación de una resolución del prefecto de Eure de 28 de diciembre de 2017 con la unión de las comunas de Porte-Joie y Tournedos-sur-Seine, pasando a estar el ayuntamiento en la antigua comuna de Porte-Joie.

## Demografía
| Gráfica de evolución demográfica de Porte-de-Seine entre 1800 y 2018 |
|                                                                      |

Los datos entre 1800 y 2015 son el resultado de sumar los parciales de las dos comunas que forman la nueva comuna de Porte-de-Seine, cuyos datos se han cogido de 1800 a 1999, para las comunas de Porte-Joie y Tournedos-sur-Seine de la página francesa EHESS/Cassini. Los demás datos se han cogido de la página del INSEE.

## Composición
| Comuna delegada     | Código INSEE | Población (2014) | Superficie (km²) | Densidad (hab./km²) |
| ------------------- | ------------ | ---------------- | ---------------- | ------------------- |
| Porte-Joie          | 27471        | 109              | 5.91             | 18                  |
| Tournedos-sur-Seine | 27651        | 105              | 6.65             | 16                  |